# Pouzols
Pour les articles ayant des titres homophones, voir Pouzol, Pouzolles et Pouzzoles.
Pouzols (en occitan Posòls) est une commune française située dans le centre du département de l'Hérault, en région Occitanie.
Exposée à un climat méditerranéen, elle est drainée par l'Hérault, le ruisseau de l'Aurelle, le ruisseau de Lussac et par un autre cours d'eau. La commune possède un patrimoine naturel remarquable : un site Natura 2000 (les « gorges de l'Hérault ») et deux zones naturelles d'intérêt écologique, faunistique et floristique.
Pouzols est une commune rurale qui compte 956 habitants en 2022, après avoir connu une forte hausse de la population depuis 1975.  Elle fait partie de l'aire d'attraction de Montpellier.

## Géographie

### Localisation
Les communes limitrophes sont  Canet, Gignac, Le Pouget, Popian et Saint-André-de-Sangonis.

### Climat
Pour des articles plus généraux, voir Climat de l'Occitanie et Climat de l'Hérault.
En 2010, le climat de la commune est de type climat méditerranéen franc, selon une étude s'appuyant sur une série de données couvrant la période 1971-2000. En 2020, Météo-France publie une typologie des climats de la France métropolitaine dans laquelle la commune est exposée à un climat méditerranéen et est dans la région climatique  Provence, Languedoc-Roussillon, caractérisée par une pluviométrie faible en été, un très bon ensoleillement (2 600 h/an), un été chaud (21,5 °C), un air très sec en été, sec en toutes saisons, des vents forts (fréquence de 40 à 50 % de vents > 5 m/s) et peu de brouillards.
Pour la période 1971-2000, la température annuelle moyenne est de 14,4 °C, avec une amplitude thermique annuelle de 16,3 °C. Le cumul annuel moyen de précipitations est de 732 mm, avec 6,5 jours de précipitations en janvier et 2,8 jours en juillet. Pour la période 1991-2020, la température moyenne annuelle observée sur la station météorologique la plus proche, située sur la commune de Saint-André-de-Sangonis à 4 km à vol d'oiseau, est de 15,5 °C et le cumul annuel moyen de précipitations est de 652,4 mm,. Pour l'avenir, les paramètres climatiques de la commune estimés pour 2050 selon différents scénarios d’émission de gaz à effet de serre sont consultables sur un site dédié publié par Météo-France en novembre 2022.

### Milieux naturels et biodiversité

#### Réseau Natura 2000

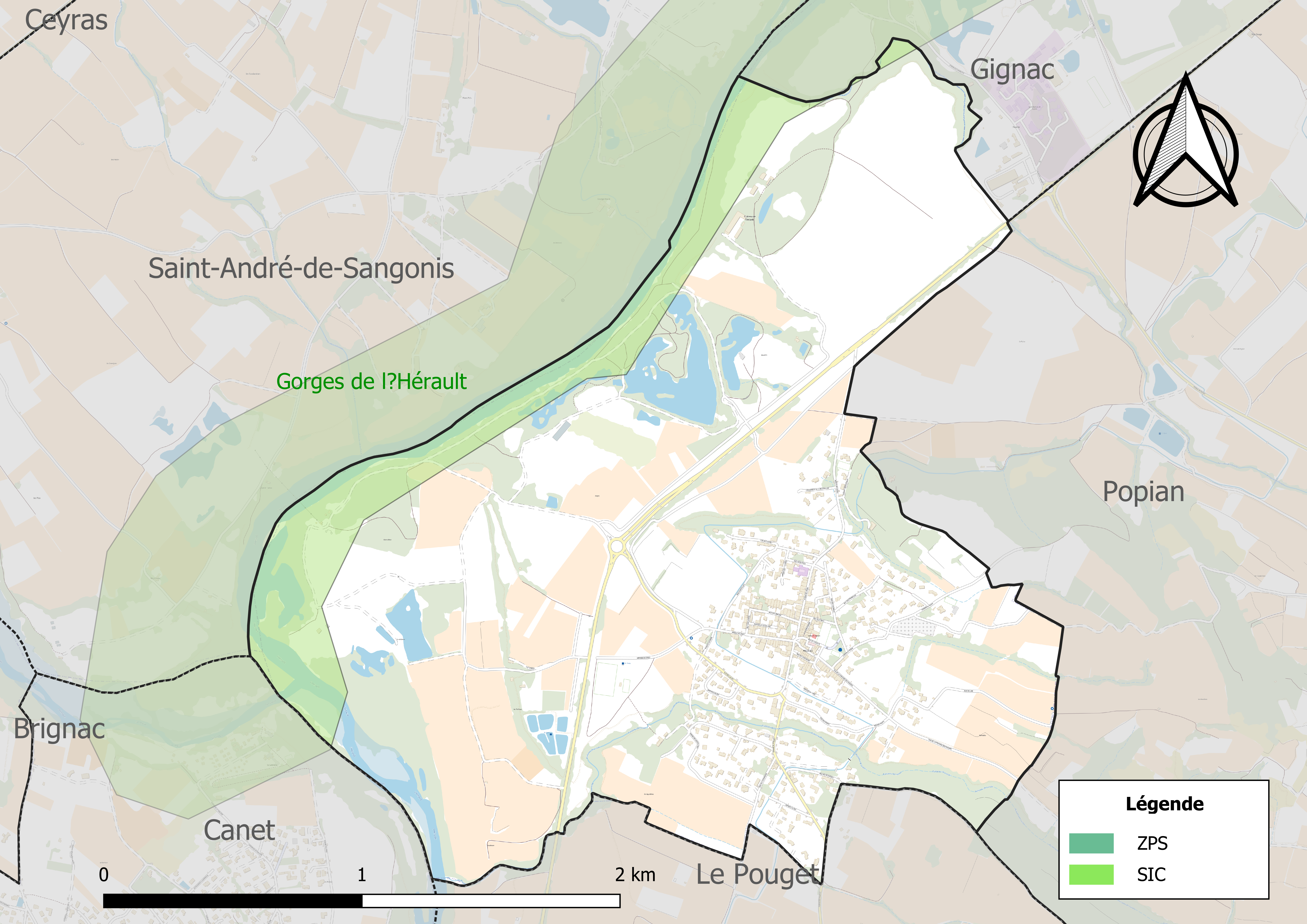
Site Natura 2000 sur le territoire communal.

Le réseau Natura 2000 est un réseau écologique européen de sites naturels d'intérêt écologique élaboré à partir des directives habitats et oiseaux, constitué de zones spéciales de conservation (ZSC) et de zones de protection spéciale (ZPS).
Un site Natura 2000 a été défini sur la commune au titre de la directive habitats : les « gorges de l'Hérault », d'une superficie de 21 736 ha, entaillent un massif calcaire vierge de grandes infrastructures dont les habitats forestiers (forêt de Pins de Salzman et chênaie verte) et rupicoles sont bien conservés. La pinède de Pins de Salzmann de Saint-Guilhem-le-Désert est une souche pure et classée comme porte-graines par les services forestiers. Il s'agit d'une forêt développée sur des roches dolomitiques.

#### Zones naturelles d'intérêt écologique, faunistique et floristique
L’inventaire des zones naturelles d'intérêt écologique, faunistique et floristique (ZNIEFF) a pour objectif de réaliser une couverture des zones les plus intéressantes sur le plan écologique, essentiellement dans la perspective d’améliorer la connaissance du patrimoine naturel national et de fournir aux différents décideurs un outil d’aide à la prise en compte de l’environnement dans l’aménagement du territoire.
Une ZNIEFF de type 1 est recensée sur la commune :
la « rivière de l'Hérault de Gignac à Canet » (317 ha), couvrant 8 communes du département et une ZNIEFF de type 2, : 
le « cours moyen de l'Hérault et de la Lergue » (976 ha), couvrant 22 communes du département.

Carte des ZNIEFF de type 1 et 2 à Pouzols.
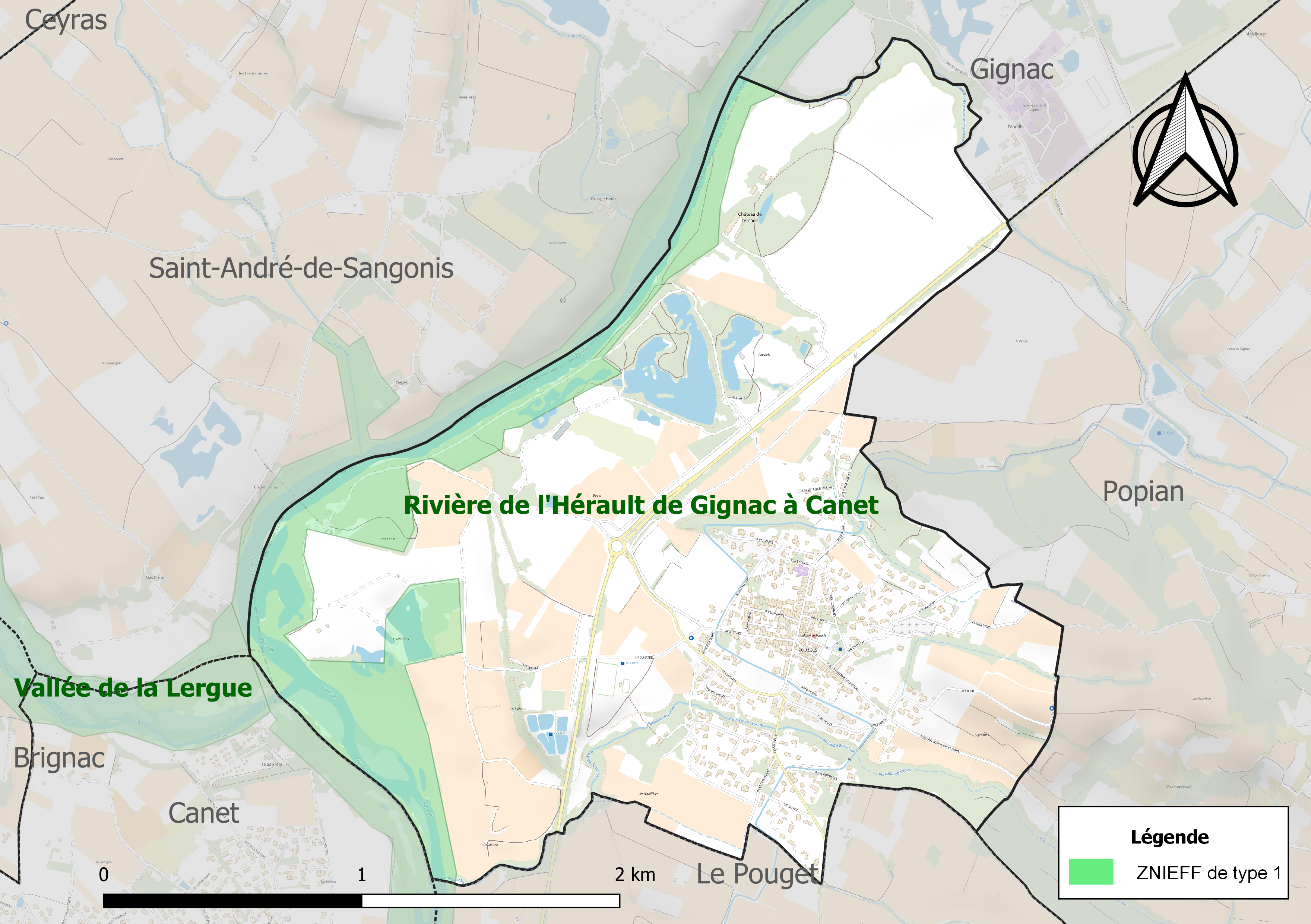
Carte de la ZNIEFF de type 1 sur la commune.
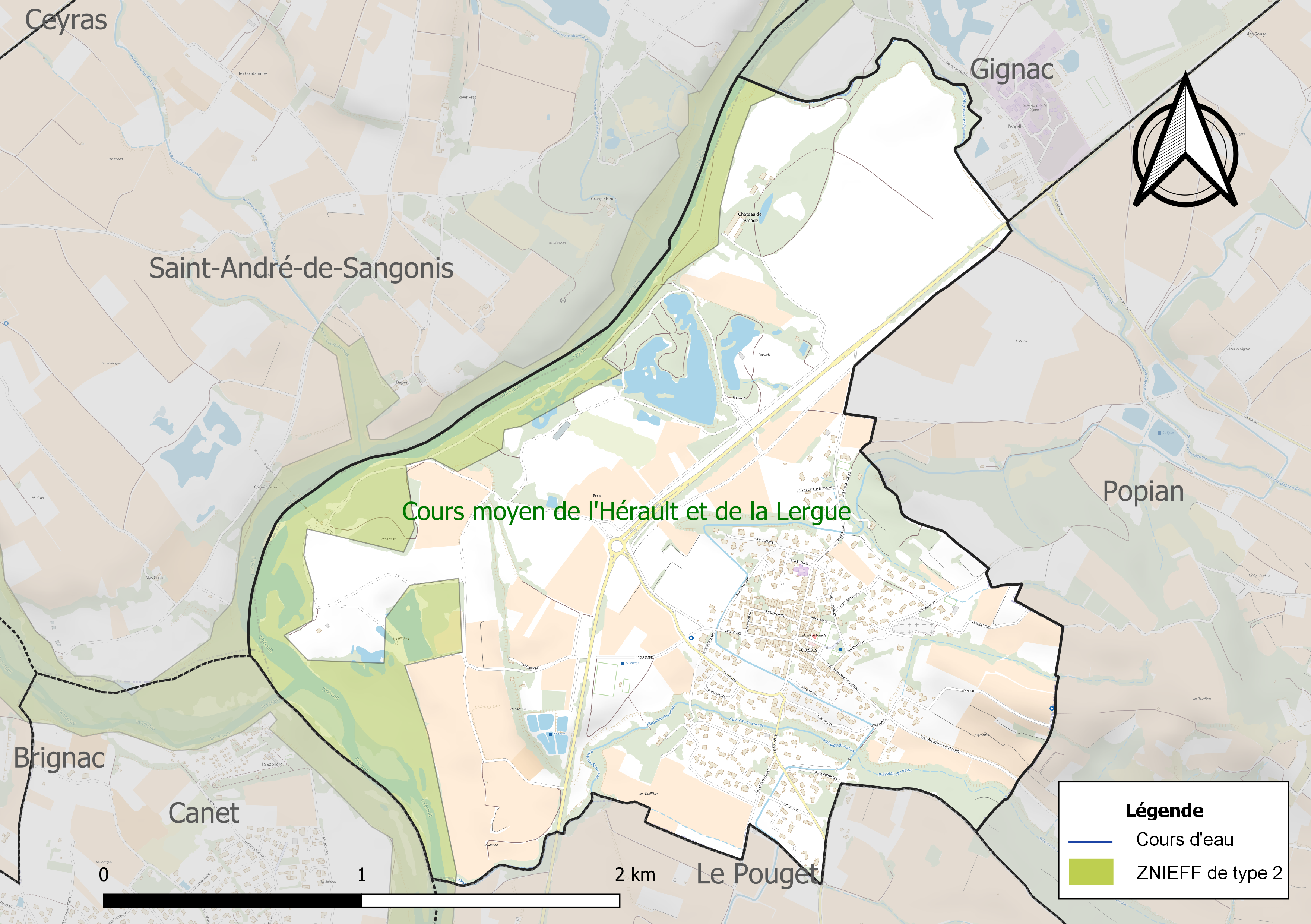
Carte de la ZNIEFF de type 2 sur la commune.

## Urbanisme

### Typologie
Au 1er janvier 2024, Pouzols est catégorisée bourg rural, selon la nouvelle grille communale de densité à sept niveaux définie par l'Insee en 2022.
Elle est située hors unité urbaine. Par ailleurs la commune fait partie de l'aire d'attraction de Montpellier, dont elle est une commune de la couronne,. Cette aire, qui regroupe 161 communes, est catégorisée dans les aires de 700 000 habitants ou plus (hors Paris),.

### Occupation des sols
L'occupation des sols de la commune, telle qu'elle ressort de la base de données européenne d’occupation biophysique des sols Corine Land Cover (CLC), est marquée par l'importance des territoires agricoles (84,7 % en 2018), en diminution par rapport à 1990 (87,2 %). La répartition détaillée en 2018 est la suivante : 
cultures permanentes (46,6 %), zones agricoles hétérogènes (38,1 %), zones urbanisées (15,2 %). L'évolution de l’occupation des sols de la commune et de ses infrastructures peut être observée sur les différentes représentations cartographiques du territoire : la carte de Cassini (XVIIIe siècle), la carte d'état-major (1820-1866) et les cartes ou photos aériennes de l'IGN pour la période actuelle (1950 à aujourd'hui).

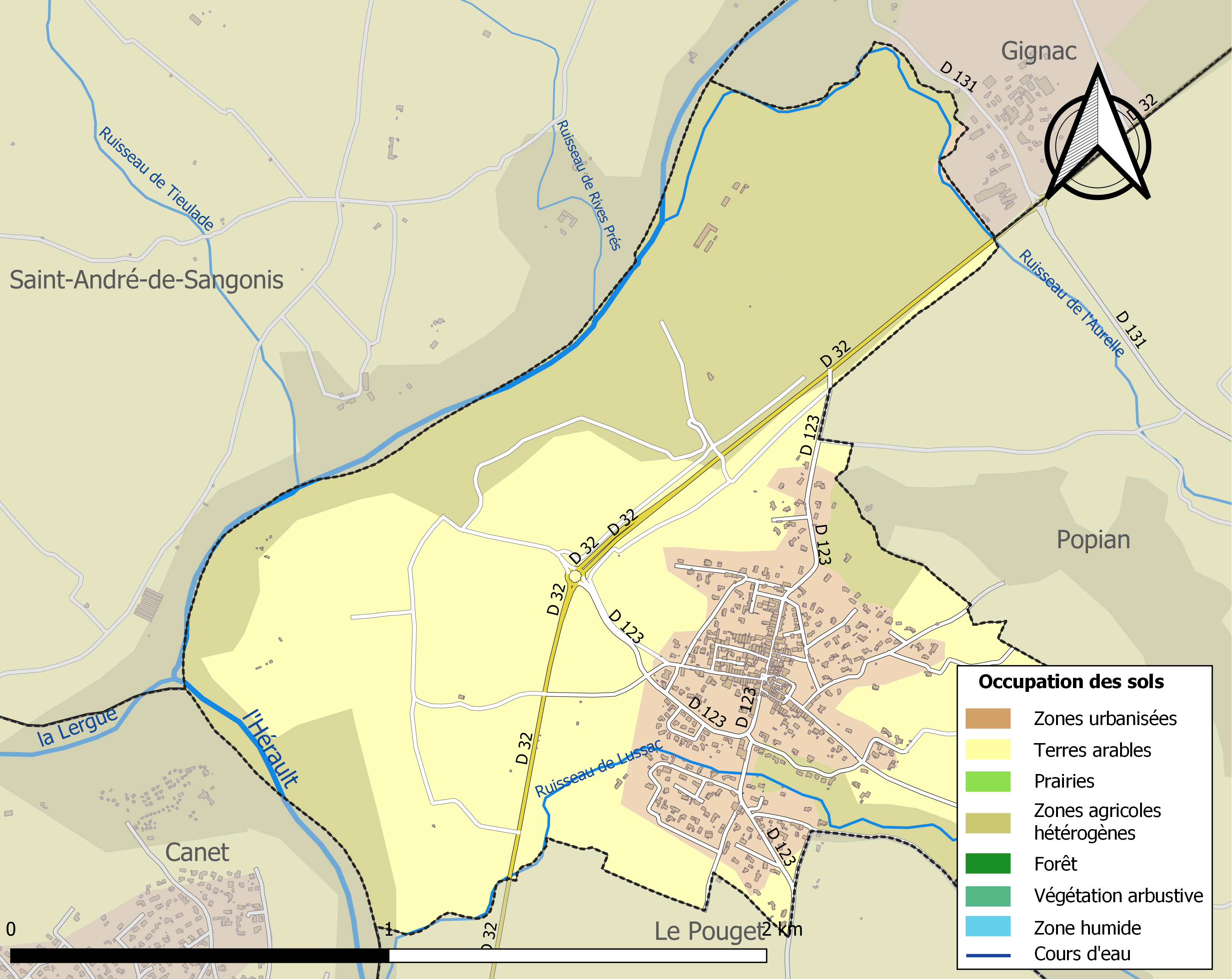
Carte des infrastructures et de l'occupation des sols de la commune en 2018 (CLC).

### Risques majeurs
Le territoire de la commune de Pouzols est vulnérable à différents aléas naturels : météorologiques (tempête, orage, neige, grand froid, canicule ou sécheresse), inondations et séisme (sismicité faible). Un site publié par le BRGM permet d'évaluer simplement et rapidement les risques d'un bien localisé soit par son adresse soit par le numéro de sa parcelle.
Certaines parties du territoire communal sont susceptibles d’être affectées par le risque d’inondation par débordement de cours d'eau, notamment l'Hérault et la Lergue. La commune a été reconnue en état de catastrophe naturelle au titre des dommages causés par les inondations et coulées de boue survenues en 1982, 2002, 2003 et 2014,.
Pouzols est exposée au risque de feu de forêt du fait de la présence sur son territoire. Un plan départemental de protection des forêts contre les incendies (PDPFCI) a été approuvé en juin 2013 et court jusqu'en 2022, où il doit être renouvelé. Les mesures individuelles de prévention contre les incendies sont précisées par deux arrêtés préfectoraux et s’appliquent dans les zones exposées aux incendies de forêt et à moins de 200 mètres de celles-ci. L’arrêté du 25 avril 2002 réglemente l'emploi du feu en interdisant notamment d’apporter du feu, de fumer et de jeter des mégots de cigarette dans les espaces sensibles et sur les voies qui les traversent sous peine de sanctions. L'arrêté du 11 mars 2013 rend le débroussaillement obligatoire, incombant au propriétaire ou ayant droit,.

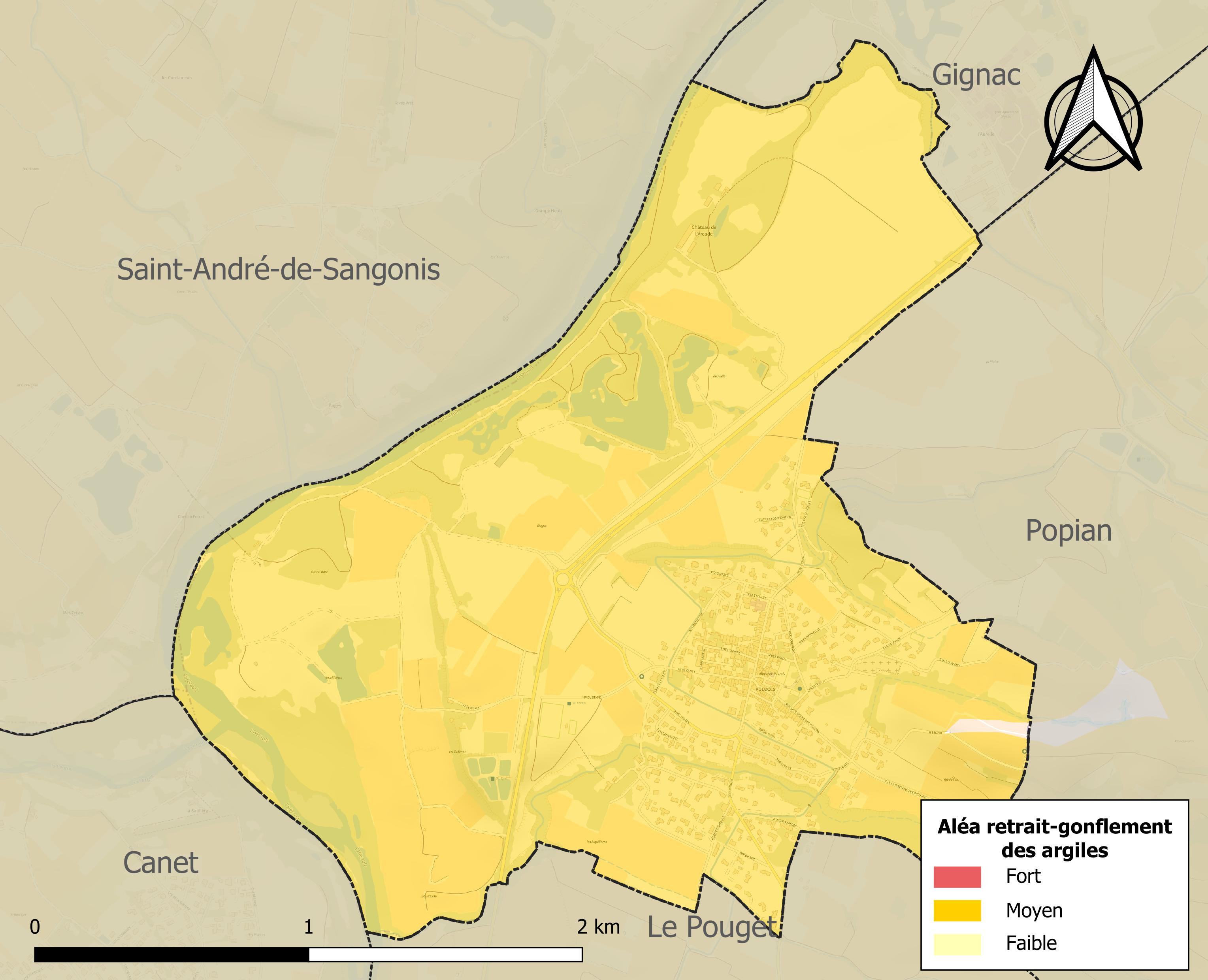
Carte des zones d'aléa retrait-gonflement des sols argileux de Pouzols.

Le retrait-gonflement des sols argileux est susceptible d'engendrer des dommages importants aux bâtiments en cas d’alternance de périodes de sécheresse et de pluie. 99,8 % de la superficie communale est en aléa moyen ou fort (59,3 % au niveau départemental et 48,5 % au niveau national). Sur les 405 bâtiments dénombrés sur la commune en 2019, 405 sont en aléa moyen ou fort, soit 100 %, à comparer aux 85 % au niveau départemental et 54 % au niveau national. Une cartographie de l'exposition du territoire national au retrait gonflement des sols argileux est disponible sur le site du BRGM,.
Par ailleurs, afin de mieux appréhender le risque d’affaissement de terrain, l'inventaire national des cavités souterraines permet de localiser celles situées sur la commune.

## Toponymie
Du latin puteus, « trou, fosse », « gouffre, fosse très profonde », « puits d’eau vive » ou même « puits de mine » et du diminutif -eolum. Son sens s’est ensuite étendu au « trou creusé pour atteindre une nappe d’eau souterraine ».

## Histoire

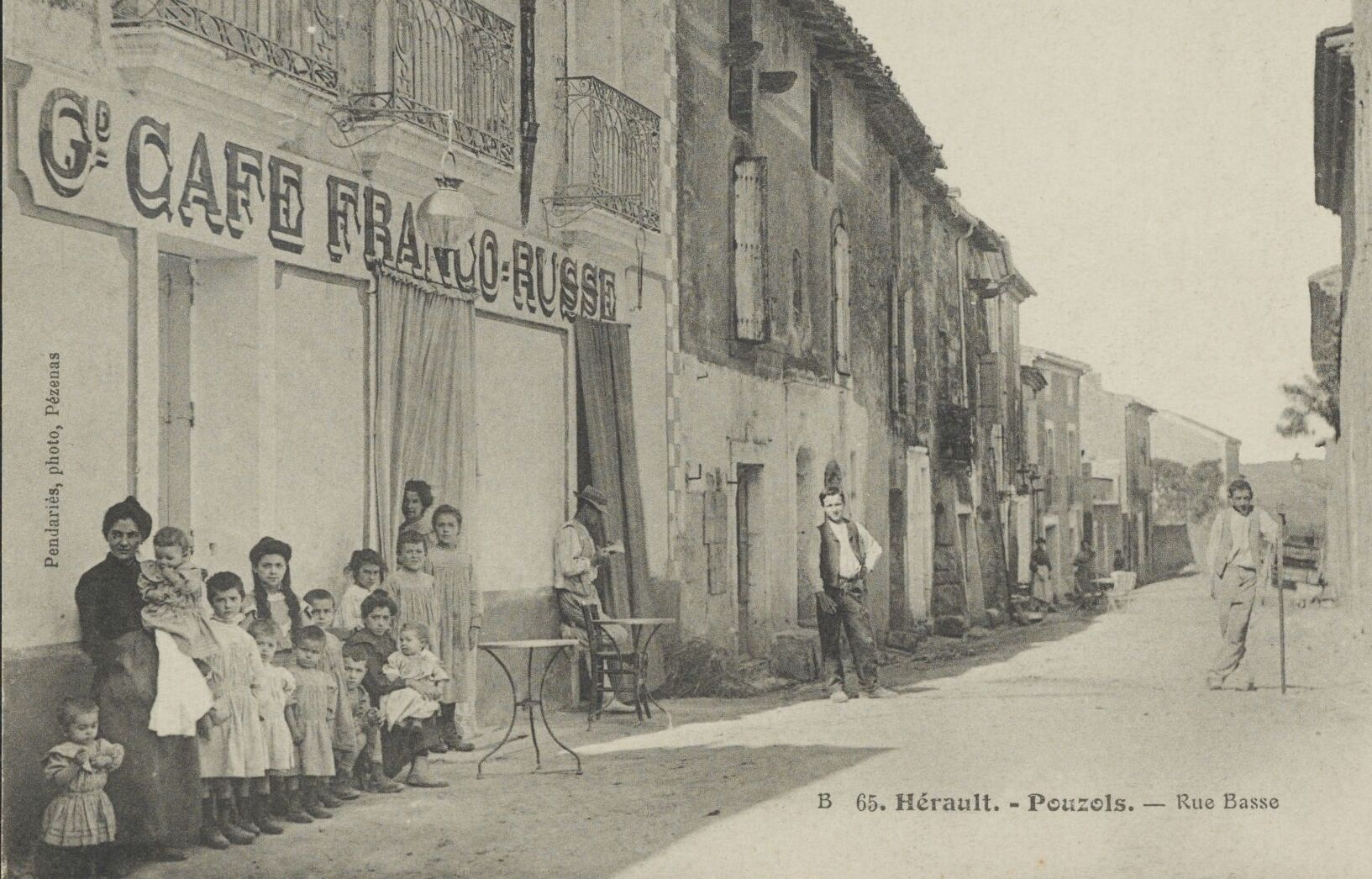
Carte postale de la rue basse (fin XIX^{e} - début XX^{e} siècle)

## Politique et administration
| Période       | Période       | Identité                | Étiquette | Qualité |
| ------------- | ------------- | ----------------------- | --------- | ------- |
| octobre 1837  | juin 1878     | Jean-Baptiste Garrigues |           |         |
| juin 1878     | mai 1880      | Camille Garrigues       |           |         |
| mai 1880      | décembre 1887 | Justin Courdurier       |           |         |
| décembre 1887 | mai 1888      | David Guirou            |           |         |
| mai 1888      | mai 1896      | Théophile Marie         |           |         |
| mai 1896      | mai 1908      | Ferdinand Guichard      |           |         |
| mai 1908      | décembre 1919 | Gustave Durand          |           |         |
| décembre 1919 | mai 1945      | Augustin Calvie         |           |         |
| mai 1945      | mai 1946      | Armand Boyer            |           |         |
| mai 1946      | mars 1959     | Marius Jeanjean         |           |         |
| mars 1959     | mars 1983     | Robert Lautier          |           |         |
| mars 1983     | mars 2014     | Jacques Donnadieu       |           |         |
| mars 2014     | En cours      | Véronique Neil          | SE        |         |

## Démographie
L'évolution du nombre d'habitants est connue à travers les recensements de la population effectués dans la commune depuis 1793. Pour les communes de moins de 10 000 habitants, une enquête de recensement portant sur toute la population est réalisée tous les cinq ans, les populations de référence des années intermédiaires étant quant à elles estimées par interpolation ou extrapolation. Pour la commune, le premier recensement exhaustif entrant dans le cadre du nouveau dispositif a été réalisé en 2006.

En 2022, la commune comptait 956 habitants, en évolution de −1,34 % par rapport à 2016 (Hérault : +7,49 %, France hors Mayotte : +2,11 %).
| 1793 | 1800 | 1806 | 1821 | 1831 | 1836 | 1841 | 1846 | 1851 |
| ---- | ---- | ---- | ---- | ---- | ---- | ---- | ---- | ---- |
| 269  | 272  | 302  | 262  | 340  | 338  | 319  | 324  | 346  |

| 1856 | 1861 | 1866 | 1872 | 1876 | 1881 | 1886 | 1891 | 1896 |
| ---- | ---- | ---- | ---- | ---- | ---- | ---- | ---- | ---- |
| 359  | 352  | 373  | 361  | 407  | 324  | 332  | 424  | 420  |

| 1901 | 1906 | 1911 | 1921 | 1926 | 1931 | 1936 | 1946 | 1954 |
| ---- | ---- | ---- | ---- | ---- | ---- | ---- | ---- | ---- |
| 458  | 465  | 471  | 512  | 539  | 569  | 475  | 511  | 428  |

| 1962 | 1968 | 1975 | 1982 | 1990 | 1999 | 2006 | 2011 | 2016 |
| ---- | ---- | ---- | ---- | ---- | ---- | ---- | ---- | ---- |
| 441  | 413  | 335  | 368  | 436  | 629  | 788  | 851  | 969  |

| 2021 | 2022 | - | - | - | - | - | - | - |
| ---- | ---- | - | - | - | - | - | - | - |
| 957  | 956  | - | - | - | - | - | - | - |

## Économie

### Revenus
En 2018, la commune compte 373 ménages fiscaux, regroupant 929 personnes. La médiane du revenu disponible par unité de consommation est de 22 520 € (20 330 € dans le département).

### Emploi
|                | 2008   | 2013   | 2018  |
| -------------- | ------ | ------ | ----- |
| Commune        | 11,5 % | 9,7 %  | 9,8 % |
| Département    | 10,1 % | 11,9 % | 12 %  |
| France entière | 8,3 %  | 10 %   | 10 %  |

En 2018, la population âgée de 15 à 64 ans s'élève à 585 personnes, parmi lesquelles on compte 79,1 % d'actifs (69,3 % ayant un emploi et 9,8 % de chômeurs) et 20,9 % d'inactifs,. En  2018, le taux de chômage communal (au sens du recensement) des 15-64 ans est inférieur à celui de la France et du département, alors qu'en 2008 la situation était inverse.
La commune fait partie de la couronne de l'aire d'attraction de Montpellier, du fait qu'au moins 15 % des actifs travaillent dans le pôle,. Elle compte 97 emplois en 2018, contre 86 en 2013 et 70 en 2008. Le nombre d'actifs ayant un emploi résidant dans la commune est de 410, soit un indicateur de concentration d'emploi de 23,6 % et un taux d'activité parmi les 15 ans ou plus de 62 %.
Sur ces 410 actifs de 15 ans ou plus ayant un emploi, 77 travaillent dans la commune, soit 19 % des habitants. Pour se rendre au travail, 88,4 % des habitants utilisent un véhicule personnel ou de fonction à quatre roues, 3,1 % les transports en commun, 5,3 % s'y rendent en deux-roues, à vélo ou à pied et 3,1 % n'ont pas besoin de transport (travail au domicile).

### Activités hors agriculture

#### Secteurs d'activités
61 établissements sont implantés  à Pouzols au 31 décembre 2019. Le tableau ci-dessous en détaille le nombre par secteur d'activité et compare les ratios avec ceux du département,.
| Secteur d'activité                                                                                        | Commune | Commune | Département |
| Secteur d'activité                                                                                        | Nombre  | %       | %           |
| --- | ------- | ------- | ----------- |
| Ensemble                                                                                                  | 61      | 100 %   | (100 %)     |
| Industrie manufacturière, industries extractives et autres                                                | 3       | 4,9 %   | (6,7 %)     |
| Construction                                                                                              | 12      | 19,7 %  | (14,1 %)    |
| Commerce de gros et de détail, transports, hébergement et restauration                                    | 17      | 27,9 %  | (28 %)      |
| Information et communication                                                                              | 2       | 3,3 %   | (3,3 %)     |
| Activités financières et d'assurance                                                                      | 2       | 3,3 %   | (3,2 %)     |
| Activités immobilières                                                                                    | 5       | 8,2 %   | (5,3 %)     |
| Activités spécialisées, scientifiques et techniques et activités de services administratifs et de soutien | 9       | 14,8 %  | (17,1 %)    |
| Administration publique, enseignement, santé humaine et action sociale                                    | 5       | 8,2 %   | (14,2 %)    |
| Autres activités de services                                                                              | 6       | 9,8 %   | (8,1 %)     |

Le secteur du commerce de gros et de détail, des transports, de l'hébergement et de la restauration est prépondérant sur la commune puisqu'il représente 27,9 % du nombre total d'établissements de la commune (17 sur les 61 entreprises implantées  à Pouzols), contre 28 % au niveau départemental.

#### Entreprises et commerces
L'entreprise ayant son siège social sur le territoire communal qui génère le plus de chiffre d'affaires en 2020 est : 
- LC Travaux, construction de maisons individuelles (127 k€)

### Agriculture
La commune est dans la « Plaine viticole », une petite région agricole occupant la bande côtière du département de l'Hérault. En 2020, l'orientation technico-économique de l'agriculture  sur la commune est la viticulture.
|               | 1988 | 2000 | 2010 | 2020 |
| ------------- | ---- | ---- | ---- | ---- |
| Exploitations | 48   | 29   | 26   | 16   |
| SAU (ha)      | 322  | 269  | 306  | 332  |

Le nombre d'exploitations agricoles en activité et ayant leur siège dans la commune est passé de 48 lors du recensement agricole de 1988  à 29 en 2000 puis à 26 en 2010 et enfin à 16 en 2020, soit une baisse de 67 % en 32 ans. Le même mouvement est observé à l'échelle du département qui a perdu pendant cette période 67 % de ses exploitations,. La surface agricole utilisée sur la commune est restée relativement stable, passant de 322 ha en 1988 à 332 ha en 2020. Parallèlement la surface agricole utilisée moyenne par exploitation a augmenté, passant de 7 à 21 ha.

## Culture locale et patrimoine

### Lieux et monuments
- L'église Saint-Amans de Pouzols[29]. L'édifice est référencé dans la base Mérimée et à l'Inventaire général Région Occitanie[30]. De nombreux objets sont référencés dans la base Palissy (voir les notices liées)[30].

### Héraldique
|  | Les armoiries de Pouzols se blasonnent ainsi : De vair au sautoir losangé d'argent et de gueules. |

### Personnalités liées à la commune
- Jean-François Delort de Gléon (1769-1812), général des armées de la République et de l'Empire, mort au combat à Vilnius le 10 décembre 1812.